# غوزلجه علي باشا
غوزلجه علي باشا (بالتركية: Güzelce Ali Paşa)‏ (معناه بالتركية: علي باشا الوسيم، توفي 9 مارس 1621)، والمعروف أيضا باسم جلبي علي باشا أو استانكولو علي باشا، رجل دولة عثماني. كان قبطان باشا (قائد البحرية العثمانية) حوالي عام 1617م والصدر الاعظم للدولة العثمانية من 1619م إلى 1621م. ولد بجزيرة كوس و كان ابناً لإستانكلو أحمد باشا، الحاكم العثماني بتونس العثمانية.
قاد عند تعيينه قبطان باشا حملة عقابية لجزر إيجه، حيث ألغيت آخر السيادات اللاتينية في عهد الكيكلاديس العثماني.
أعدم السلطان عثمان الثاني غوزلجه علي باشا عام 1621م.